# Забарко Борис Михайлович
Борис Михайлович Забарко (рос. Борис Михайлович Забарко) (нар. 18 листопада 1935) — заслужений діяч науки і техніки України, лауреат премії Національної Академії наук України.

## Біографія
Колишній в'язень Шаргородського гетто на окупованій фашистами Вінницької області.
Навчався на історичному факультеті Чернівецького державного університету, вчитель, завуч сільській середньої школи, викладач університету. Поступив в аспірантуру Інституту історії Національної Академії наук України (НАНУ), і після захисту кандидатської дисертації провідний науковий співробітник Інституту історії та Інституту світової економіки і міжнародних відносин НАНУ, керівник соціального відділу та координатор програми «Голокост» «Джойнта». Потім директор Київського інституту соціальних та общинних працівників, голова Всеукраїнської асоціації євреїв — колишніх в'язнів гетто і нацистських концтаборів, керівник науково-просвітницького Центру «Пам'ять Катастрофи», віце-президент Міжнародного союзу громадських об'єднань євреїв — колишніх в'язнів фашизму, член Наглядової ради Міжнародного фонду «Взаєморозуміння і толерантність», член Міжнародної ради австрійської альтернативної служби за кордоном. Володар премії Європейського «Бней-Бріт» «In Recognition for immortalizing the Holocaust tragical memory».

## Нагороди
- Орден «За заслуги» II ступеня (21 серпня 2020) — за значний особистий внесок у державне будівництво, соціально-економічний, науково-технічний, культурно-освітній розвиток України, вагомі трудові здобутки та високий професіоналізм[2]

## Публікації
Автор понад 230 книг і статей, опублікованих в Австрії, Англії, Угорщині, Німеччині, Ізраїлі, Росії, США, України.
- Классовая борьба и международная рабочая помощь: из истории международной пролетарской солидарности. Киев: Наукова думка, 1974.
- Классовая борьба и международная солидарность (1924—1929). Киев: Наукова думка, 1974.
- Пролетарська солидарність у дії. Київ: Радяньська школа, 1985.
- Международная рабочая помощь в антифашистском движении. Киев: Наукова думка, 1993.
- Живыми остались только мы: свидетельства и документы. Киев: Задруга, 1999, 2000.
- Überleben im Schatten des Todes: Holocaust in der Ukraine. Zeugnisse und Dokumente. Bonn: Friedrich-Ebert-Stiftung, Historisches Forschungszentrum, 2004.
- Holocaust in the Ukraine. London-Portland: Vallentine Mitchell, 2005.
- Nur wir haben überlebt. Holocaust in der Ukraine. Zeugnisse und Documente. Köln: Dittrich Verlag, 2011.
- Жизнь и смерть в эпоху Холокоста: свидетельства и документы. В 3-х тт. Киев: Дух и літера, 2006—2008.
- Мы хотели жить: свидетельства и документы. Киев: Дух и літера, 2013.